# Feed

Símbolo gráfico de web feed.

Um web feed, traduzível para fluxo web, fonte web ou canal web, é um formato de dados usado em formas de comunicação com conteúdo atualizado frequentemente, como sítios de notícias ou blogues. Distribuidores de informação, blogueiros ou canais de notícias disponibilizam um feed ao qual usuários podem se inscrever, no formato de uma hiperligação. Outros formatos de dado possíveis de serem comunicados por feeds são arquivos de áudio.
Os serviços que possibilitam aos usuários assinarem diferentes feeds são conhecidos como agregadores. Um agregador é um programa que reúne as informações dos diferentes feeds escolhidos pelo usuário, e se conecta periodicamente ou sob comando do usuário para verificar a existência de novas atualizações. Vários sites propõem hoje o mesmo serviço, dispensando a instalação de um programa. Se inscrever a um feed significa incluir o link do feed em sua lista de assinaturas do agregador.
Arquivos feed são listas de atualização de conteúdo de um determinado sítio, escritos com especificações baseadas em XML.
Atualmente há três principais especificações para a criação de arquivos feed:
- RSS 1.0 - RDF Site Summary 1.0 (RSS-DEV).
- RSS 2.0 - Really Simple Syndication 2.0 (Userland).
- Atom (IETF).

As versões RSS 1.0 e RSS 2.0 são diferentes, possuem organizações que trabalham separadas. Isto ocorreu porque após a finalização do grupo de estudos do RSS da Netscape organizações continuaram o desenvolvimento separadamente de cada um dos formatos, o que originou duas versões diferentes. A especificação Atom (RFC-4287) é a única publicada por um órgão normatizador, no caso a IETF.

## Características dofeed
- Feeds são usados para que um usuário de internet possa acompanhar os novos artigos e conteúdos de um site ou blogue sem que precise visitar o site em si. Sempre que um novo conteúdo for publicado, o assinante do feed poderá lê-lo de seu agregador.
- Assinar um feed ou cancelar a assinatura são processos feitos no agregador, adicionando ou retirando a hiperligação para o feed. Não é necessário enviar uma mensagem de correio eletrónico de cancelamento ao distribuidor de informação.
- Não é necessário enviar um endereço de correio eletrónico ao distribuidor, preservando assim a conta de correio eletrónico do usuário de efeitos negativos da internet como lixo eletrónico (spam), vírus, ou roubos de identidade.
- Bons agregadores podem organizar a informação a ser lida de maneira personalizada, reuni-las ou classificá-las segundo especificações do usuário.

## Funcionamento e uso
Com um programa chamado agregador de feeds, o utilizador recebe as atualizações dos sítios escolhidos sem ter que visitá-los.
Já existem websites que funcionam como agregadores de feeds, mostram as atualizações no próprio navegador e assim dispensam a instalação de softwares específicos. Existem também navegadores e clientes de correio eletrónico com leitor feed agregado, igualmente dispensando o uso de softwares adicionais.

## Reconhecimento dosfeedspor um navegadorweb
Webmasters que colocam um feed em um site, comumente adicionam os códigos abaixo para indicar ao navegador do usuário que a página tem um feed.
Se o arquivo feed foi criado com a especificação RSS é usado o código:
<link rel="alternate" type="application/rss+xml" href="feed.rss" title="RSS feed para Minha Pagina">
considerando que o nome do arquivo feed se chama feed.rss.
Se o arquivo feed foi criado com a especificação Atom é utilizado o código:
<link rel="alternate" type="application/atom+xml" href="atom.xml" title="RSS feed para Minha Pagina">
considerando que o nome do arquivo feed se chama atom.xml.